# Liste der Bodendenkmäler in Neuhaus an der Pegnitz
Auf dieser Seite sind die Bodendenkmäler in dem mittelfränkischen Markt Neuhaus an der Pegnitz zusammengestellt. Diese Tabelle ist eine Teilliste der Liste der Bodendenkmäler in Bayern. Grundlage ist die Bayerische Denkmalliste, die auf Basis des Bayerischen Denkmalschutzgesetzes vom 1. Oktober 1973 erstmals erstellt wurde und seither durch das Bayerische Landesamt für Denkmalpflege geführt wird. Die folgenden Angaben ersetzen nicht die rechtsverbindliche Auskunft der Denkmalschutzbehörde.
Mit dem Stand vom 1. August 2018 sind 26 Bodendenkmäler von Neuhaus an der Pegnitz in der Bayerischen Denkmalliste eingetragen.

## Hinweise zu den Angaben in der Tabelle
- Spalte Name, Bezeichnung: Bezeichnung des denkmalgeschützten Objektes
- Spalte Ortsteil: Ortsteil, in dem sich das denkmalgeschützte Objekt befindet
- Spalte  Koordinaten: Geografischer Standort
- Spalte Denkmalnummer: Offizielle Denkmalnummer des Bayerischen Landesamts für Denkmalpflege
- Spalte Zeitstellung: Besondere Daten, so weit bekannt oder ableitbar, teilweise auch Datum der Ersterwähnung der Liegenschaft
- Spalte Denkmalumfang, Bemerkung: Nähere Erläuterungen über den Denkmalstatus, den Umfang der Liegenschaft und ihre Besonderheiten

Bis auf die Spalte Bild sind alle Spalten sortierbar.

## Liste der Bodendenkmäler
| Name, Bezeichnung                                                                                            | Ortsteil                | Koordinaten                        | Denkmalnummer | Zeitstellung | Denkmalumfang, Bemerkung                                                                                                  | Bild           |
| --- | ----------------------- | ---------------------------------- | ------------- | ------------ | --- | -------------- |
| Höhlen mit Funden der Frühbronze-, Urnenfelder-, Hallstatt- und Frühlatènezeit                               | Höfen                   | 49° 38′ 47,81″ N, 11° 29′ 42,01″ O | D-4-6334-0001 |              | Felsenloch bei Höfen (D 313). Gemeindegrenze zum gemeindefreien Gebiet Veldensteiner Forst überschreitendes Bodendenkmal. | weitere Bilder |
| Siedlung vorgeschichtlicher Zeitstellung                                                                     | Höfen                   | 49° 38′ 16,96″ N, 11° 29′ 29,88″ O | D-5-6334-0007 |              | In der Flur „Langenstein“                                                                                                 |                |
| Siedlung vorgeschichtlicher Zeitstellung, mittelalterliche Wüstung                                           | Höfen                   | 49° 38′ 26,44″ N, 11° 29′ 26,74″ O | D-5-6334-0022 |              | Westlich der Waldflur „Bockwinkel“                                                                                        |                |
| Siedlung des Neolithikums                                                                                    | Neuhaus an der Pegnitz  | 49° 38′ 12,61″ N, 11° 33′ 48,93″ O | D-5-6335-0008 |              | |                |
| Siedlung vorgeschichtlicher Zeitstellung                                                                     | Neuhaus an der Pegnitz  | 49° 37′ 14,08″ N, 11° 32′ 0,26″ O  | D-5-6335-0011 |              | Am „Kohlweg“ |                |
| Spätmittelalterliches Wasserschloss                                                                          | Höfen                   | 49° 39′ 49,71″ N, 11° 34′ 26,6″ O  | D-5-6335-0012 |              | Abgegangenes Schloss Rauhenstein                                                                                          |                |
| Grabhügel der frühen Latènezeit                                                                              | Höfen                   | 49° 38′ 21,71″ N, 11° 30′ 38,54″ O | D-5-6335-0013 |              | Am südöstlichen Ortsende von Höfen                                                                                        |                |
| Freilandstation des Mesolithikums und Siedlung des Neolithikums                                              | Höfen                   | 49° 39′ 58,03″ N, 11° 34′ 24,71″ O | D-5-6335-0015 |              | Nördlich des abgegangenen Weilers Rauhenstein. Gemeindegrenze zu Auerbach in der Oberpfalz überschreitendes Bodendenkmal. |                |
| Siedlung vorgeschichtlicher Zeitstellung                                                                     | Rothenbruck             | 49° 36′ 54,04″ N, 11° 33′ 31,91″ O | D-5-6335-0020 |              | Am südöstlichen Ortsende von Bärnhof                                                                                      |                |
| Höhlenstation der Urnenfelderzeit                                                                            | Rothenbruck             | 49° 37′ 24,64″ N, 11° 33′ 42,95″ O | D-5-6335-0021 |              | Distlergrotte (A 26) | weitere Bilder |
| Freilandstation des Mesolithikums                                                                            | Rothenbruck             | 49° 36′ 56,37″ N, 11° 32′ 14,61″ O | D-5-6335-0022 |              | |                |
| Freilandstation des Mesolithikums                                                                            | Rothenbruck             | 49° 37′ 16,98″ N, 11° 32′ 53,92″ O | D-5-6335-0023 |              | |                |
| Freilandstation des Mesolithikums und Siedlung vorgeschichtlicher Zeitstellung                               | Rothenbruck             | 49° 37′ 23,41″ N, 11° 32′ 52,01″ O | D-5-6335-0024 |              | |                |
| Siedlung der Urnenfelderzeit                                                                                 | Rothenbruck/Hartenstein | 49° 36′ 47,44″ N, 11° 32′ 16,95″ O | D-5-6335-0025 |              | Gemeindegrenze zu Hartenstein überschreitendes Bodendenkmal                                                               |                |
| Siedlung vorgeschichtlicher Zeitstellung                                                                     | Rothenbruck             | 49° 37′ 28,61″ N, 11° 32′ 45,1″ O  | D-5-6335-0026 |              | |                |
| Höhlenstation der Urnenfelder- und Hallstattzeit, neuzeitliche Körpergräber                                  | Krottensee              | 49° 37′ 42,79″ N, 11° 35′ 18,02″ O | D-5-6335-0039 |              | Maximiliansgrotte (A 27)                                                                                                  | weitere Bilder |
| Brandgräber der Hallstattzeit und Siedlung der frühen Latènezeit                                             | Rothenbruck             | 49° 37′ 20,27″ N, 11° 32′ 56,58″ O | D-5-6335-0043 |              | |                |
| Grabhügel vorgeschichtlicher Zeitstellung                                                                    | Höfen                   | 49° 38′ 49,33″ N, 11° 33′ 38,24″ O | D-5-6335-0044 |              | |                |
| Siedlung vorgeschichtlicher Zeitstellung                                                                     | Höfen                   | 49° 38′ 17,84″ N, 11° 33′ 7,26″ O  | D-5-6335-0045 |              | |                |
| Spätmittelalterliche und frühneuzeitliche Befunde im Bereich der katholischen Pfarrkirche St. Peter und Paul | Neuhaus an der Pegnitz  | 49° 37′ 44,23″ N, 11° 33′ 0,55″ O  | D-5-6335-0052 |              | Kirche St. Peter und Paul                                                                                                 | weitere Bilder |
| Mittelalterliche und frühneuzeitliche Befunde im Bereich von Burg Veldenstein                                | Neuhaus an der Pegnitz  | 49° 37′ 44,82″ N, 11° 32′ 56,03″ O | D-5-6335-0053 |              | Burg Veldenstein | weitere Bilder |
| Körpergräber des frühen Mittelalters                                                                         | Höfen                   | 49° 38′ 35,57″ N, 11° 30′ 31,23″ O | D-5-6335-0055 |              | Am nördlichen Ortsende von Höfen                                                                                          |                |
| Hammerschmiede und Herrensitz des Mittelalters und der Neuzeit                                               | Höfen                   | 49° 38′ 10,31″ N, 11° 33′ 22,58″ O | D-5-6335-0057 |              | Hammerschmiede und Herrensitz Hammerschrott                                                                               |                |
| Hammerwerk und Siedlung des Mittelalters und der Neuzeit                                                     | Höfen                   | 49° 40′ 24,27″ N, 11° 33′ 43,14″ O | D-5-6335-0058 |              | Wüstung Fischstein |                |
| Herrensitz und Mühlenstandort des Mittelalters und der frühen Neuzeit                                        | Rothenbruck             | 49° 37′ 24,06″ N, 11° 33′ 13,32″ O | D-5-6335-0061 |              | Herrensitz Finstermühle                                                                                                   |                |
| Grabhügel vorgeschichtlicher Zeitstellung                                                                    | Rothenbruck             | 49° 35′ 34,04″ N, 11° 34′ 1,57″ O  | D-5-6435-0008 |              | |                |